# فصل غروب آفتاب
فصل غروب آفتاب (انگلیسی: Sunset Season) اولین آلبوم چندآهنگه کنن گری، خواننده، ترانه‌سرا و شخصیت رسانه های اجتماعی آمریکایی است. این اثر توسط ریپابلیک رکوردز در ۱۶ نوامبر ۲۰۱۸ منتشر شد. آلبوم عمدتاً توسط دن نیگرو تهیه شده بود و گری هم تهیه‌کننده آن بود، که او همچنین  پنج آهنگ آلبوم را نوشت و آهنگسازی کرد. گری «آیدل تاون»، «نسل چرا» و «برخورد فرهنگ» را به صورت تک‌آهنگ منتشر کرد. آلبوم در چارت آلبوم هیت سیکر رتبه دوم و در نمودار بیلبورد ۲۰۰ در رتبه ۱۱۶ قرار گرفت.

## پیش‌زمینه
گری از اولین آلبوم لرد، قهرمان خالص، به عنوان الهام‌بخش اصلی آلبوم خود به دلیل نوستالژی شهر کوچک آن نام برده است.
در نوامبر ۲۰۱۹، گری در توییتر به مناسبت یک سالگی انتشار فصل غروب آفتاب نوشت: «حتی نمی توانم توضیح دهم که این پنج آهنگ چقدر زندگی من را تغییر دادند، بنابراین حتی سعی هم نمی کنم. فقط، من الان خوشحال‌تر از تمام عمرم هستم. پس از شما متشکرم.» توییت تصویری از رشد آلبوم در اسپاتیفای را نشان می‌دهد که نشان دهنده‌ی آن است که بیش از ۱۴۵ میلیون استریم در یک سال به دست آورده است.